# Swooni
Swooni is een Vlaamse dramafilm uit 2011 van Kaat Beels naar een scenario en verhaal van Annelies Verbeke, Michiel Sabbe en Kaat Beels.
Het verhaal speelt zich af in een luxe-hotel "De Swaen I" in Brussel. Tijdens een hittegolf kruisen zes mensen elkaars leven.

## Rolverdeling
| Acteur               | Personage |
| -------------------- | --------- |
| Geert Van Rampelberg | Hendrik   |
| Sara De Roo          | Anna      |
| Enrique De Roeck     | Jens      |
| Viviane De Muynck    | Violette  |
| Natali Broods        | Vicky     |
| Issaka Sawadogo      | Amadou    |
| Vigny Tchakouani     | Joyeux    |
| Wim Danckaert        | Vermout   |
| Maaike Neuville      | Eva       |
| Stijn Van Opstal     | Nic       |
| Tibo Vandenborre     | Guillaume |